# 艾奧塔鎮區 (明尼蘇達州奧姆斯特德縣)
艾奧塔鎮區（英語：Eyota Township）是位於美國明尼蘇達州奧姆斯特德縣的一個行政鎮區。

## 地方資料
艾奧塔鎮區的面積為88.07平方千米，皆為陸地。根據2020年美國人口普查的數據，當地共有人口488人，而人口密度為每平方千米5.54人。